# SMP Racing
A SMP Racing é uma equipe russa de automobilismo de resistência e também de gestão de esportes motorizados criada em 2013 por Boris Rotenberg, fundador do SMP Bank da Rússia.

## Descrição
O objetivo da SMP Racing é treinar e revelar novos talentos. O centro de treinamento da equipe está situado em Le Luc, na França.
Em novembro de 2014, a equipe revelou seu primeiro carro de construção de própria, o BR01, planejado para disputar às competições de 2015.